# Stella all'elio
Una stella all'elio è una stella, solitamente di classe spettrale O o B, il cui spettro presenta linee spettrali dell'elio straordinariamente forti e linee spettrali dell'idrogeno più deboli del normale. Questa configurazione indica che l'involucro esterno della stella è stato in gran parte perduto, lasciando scoperto il nucleo di elio. La causa di tale massiccia perdita di massa il più delle volte è rappresentata da un intenso vento stellare o dal trasferimento di materiale a una compagna. Le stelle all'elio estreme sono caratterizzate dalla completa assenza di idrogeno nei loro spettri.
In passato, il termine stella all'elio era usato come sinonimo di stella di classe spettrale B, ma oggi questo significato è caduto in disuso.
Le stelle all'elio potrebbero includere anche un tipo ipotetico di stelle che potrebbe formarsi dalla fusione di due nane bianche avanti una massa combinata di almeno 0,5 M☉. L'elio contenuto nell'oggetto frutto della fusione delle due nane bianche comincerebbe a fondere in elementi più pesanti e questo processo potrebbe continuare per alcune centinaia di milioni di anni. Si pensa che questa sia l'origine delle stelle all'elio estreme.